# Jíkev
Jíkev település Csehországban, a Nymburki járásban. Jíkev Chleby, Hrubý Jeseník, Krchleby, Křinec, Mcely, Loučeň, Oskořínek és Bobnice településekkel határos. Lakosainak száma 355 fő (2024. január 1.).

## Népesség
A település lakosságának változását az alábbi diagram mutatja:
| Lakosok száma | 708  | 831  | 830  | 587  | 405  | 304  | 322  | 328  | 343  | 355  |
|               | 1869 | 1890 | 1921 | 1950 | 1980 | 2001 | 2017 | 2019 | 2022 | 2024 |